# Burg Fernstein
Burg Fernstein är en borg i Österrike.   Den ligger i distriktet Imst och förbundslandet Tyrolen, i den västra delen av landet, 400 km väster om huvudstaden Wien. Burg Fernstein ligger 1 234 meter över havet.
Terrängen runt Burg Fernstein är bergig. Närmaste större samhälle är Imst, 13,0 km söder om Burg Fernstein. 
I omgivningarna runt Burg Fernstein växer i huvudsak barrskog. Runt Burg Fernstein är det ganska glesbefolkat, med 29 invånare per kvadratkilometer.